# 三毛猫ホームズの降霊会
『三毛猫ホームズの降霊会』（みけねこほおむずのこうれいかい）は、日本の小説家赤川次郎によって2005年に発表された三毛猫ホームズシリーズの長編推理小説である。

## あらすじ
3年前、菱倉家の幼い娘、七重が結婚式場で殺された。七重の母親である良子は、菱倉家の中に犯人がいると確信する。そして、彼女は、今評判の霊媒の柳井幻栄に、娘の霊を呼び出して欲しいと依頼した。だが、降霊会を邪魔する事件が次々と起きる。

## 主な登場人物
- 片山義太郎 - 警視庁捜査一課のダメ刑事
- 片山晴美 - 義太郎の妹
- 石津刑事 - 晴美に恋をする力持ちの刑事
- ホームズ - 三毛猫

## 書誌情報
- 『三毛猫ホームズの降霊会』（光文社カッパノベルス、2005年1月） ISBN 978-4-334-07600-9
- 『三毛猫ホームズの降霊会』（光文社光文社文庫、2008年4月） ISBN 978-4-334-74402-1